# 奕良龙胆
奕良龙胆（学名：Gentiana yiliangensis）是龙胆科龙胆属的植物，为中国的特有植物。分布于中国大陆的云南等地，生长于海拔1,850米的地区，多生长在路边，目前尚未由人工引种栽培。